# Осетровка (Николаевская область)
Осетровка (укр. Осетрівка, до 1946 года — Каборга) — село в Очаковском районе Николаевской области Украины, расположено на восточном берегу Березанского лимана.
Население по переписи 2001 года составляло 94 человека. Почтовый индекс — 57530. Телефонный код — 5154. Занимает площадь 0,502 км².

## История
Следы первых поселений людей в этом месте относятся к временам сарматов (первые века н. э.), также имеются следы оседлого проживания половцев — их стойбища, захоронения, каменные скульптуры.
В 1936—1939 годах на Каборгу базировалась 2-я бригада подводных лодок Черноморского флота СССР. База имела три пирса, на одном из них базировались плавбазы «Красная Кубань» и «Эльбрус» с 22-м дивизионом (подводные лодки «Малютка»), на втором — 23-й дивизион (подводные лодки типа «Щука»), на третьем — 21-й дивизион (подводные лодки типа «АГ»).
В 1941 году от села Куцуруб до Каборги пролегла главная линия обороны Южного фронта РККА. 18 августа 1941 года село было оккупировано немецкой армией.
В селе находятся памятник жителям, погибшим в Великой Отечественной войне (41 человек), рядом с ним находятся могилы неизвестного советского лётчика, сбитого в 1941 году, и воентехника В. В. Пискарёва (1919—1942).
В 1946 году указом ПВС УССР село Каборга переименовано в Осетровку.
С 2007 года в Осетровке действует центр ресоциализации для наркозависимых «Джерело» под руководством Павла Ашотовича Казарьяна. Центр работает по разработанной американским психологом Фрэнком Пьюселиком программе, на территории запрещены наркотики, алкоголь и все иные вещества, вызывающие зависимость, также запрещены навязывание религиозных убеждений и использование нецензурной брани. Центр не ограничивает свободу своих постояльцев, и они могут покинуть его когда пожелают. В марте 2022 года из-за приближающихся боевых действий в связи с широкомасштабным наступлением РФ центр и его воспитанники были эвакуированы в Киевскую область, с. Погребы, Васильковского района.
В Осетровке работает одноимённая база отдыха, предоставляющая напрокат рыбацкие лодки. Южнее села находится экспериментальная газотурбинная электростанция компании «Заря-Машпроект», служащая для испытания изготовленных агрегатов.

## Местный совет
57515, Николаевская обл., Николаевский р-н, с. Черноморка, ул. Суворова, д. 126
11.12.2016 г. село Осетровка в рамках объединения территориальных общин вошла в состав Черноморской сельской территориальной общины в подчинение, которую возглавляет Дмитренко Андрей Анатольевич.

## Достопримечательности
Рядом с селом расположен археологический памятник Каборга (конец III — середина IV века).